# 葡萄三説
『葡萄三説』（ぶどうさんせつ）は、1890年（明治23年）に刊行されたフランス式ブドウ園開設構想をまとめた概説書。著者は高野正誠。

## 特徴

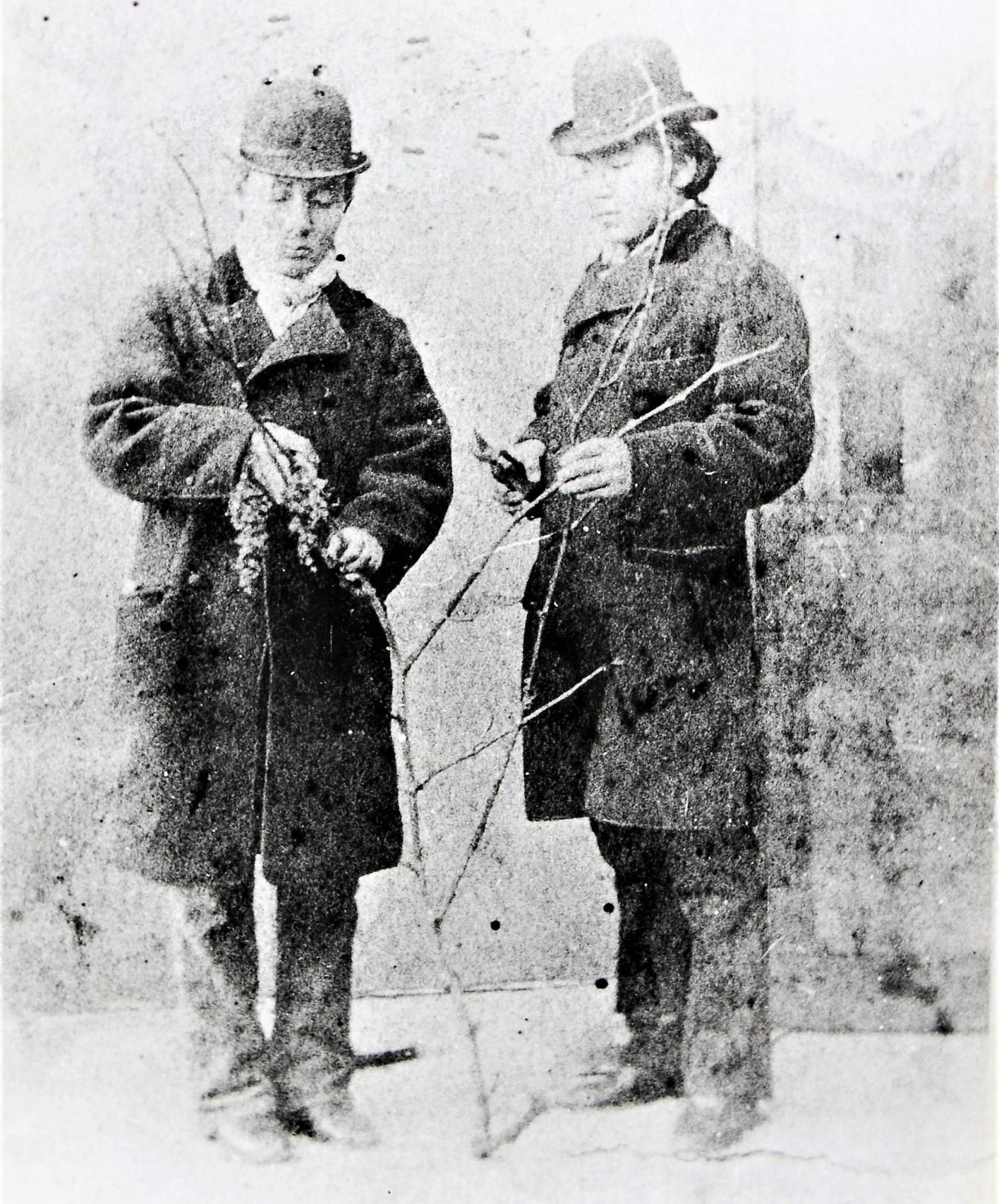
著者の高野正誠（左）

本書の刊行当時、フランスにおけるブドウ栽培、ワイン醸造の技術、道具類まで具体的に記された日本語の著書は少なく、本書はブドウ栽培とワイン醸造を志す者の教科書として日本全国に普及した。

## 内容
三説から成る。
- 「第一編 葡萄園開設すべきの説」
- 「第二編 葡萄栽培説」
- 「第三編 葡萄醸酒説」

## 草稿
高野正誠の生家に『葡萄三説』の草稿が残されており、前田正名が校正に携わっていたことが記されている。また、草稿以外にも、本書を基にしたブドウ園開設の協力を求め、松方正義、桂二郎（桂太郎の弟）らへ宛てたハガキや返書も残されている。
また、2020年（令和2年）6月19日に日本遺産として認定された「日本ワイン140年史 ～国産ブドウで醸造する和文化の結晶～」の構成文化財の1つになっている。